# شيروود إيدي
شيروود إيدي (بالإنجليزية: Sherwood Eddy)‏ هو مبشر وكاتب أمريكي، ولد في 19 يناير 1871 في ليفنوورث في الولايات المتحدة، وتوفي في 4 نوفمبر 1963 في جاكسونفيل في الولايات المتحدة.